# Stand!
| Críticas profissionais | Críticas profissionais |
| Avaliações da crítica  | Avaliações da crítica  |
| Fonte                  | Avaliação              |
| ---------------------- | ---------------------- |
| Allmusic               | [ 1 ]                  |
| Austin Chronicle       | [ 2 ]                  |
| BBC Music              | (favorable)            |
| The Guardian           | [ 4 ]                  |
| PopMatters             | (10/10)                |
| Q                      | [ 6 ]                  |
| Rolling Stone          | (favorable)            |
| Rolling Stone          | [ 8 ]                  |
| Stylus                 | (A)                    |
| Uncut                  | [ 10 ]                 |

Stand! é o quarto álbum da banda Sly and the Family Stone, lançado em 3 de Maio de 1969 pela Epic Records. Composto e produzido pelo líder da banda e multi instrumentista Sly Stone, Stand! foi o álbum que revelou a banda. Vendeu mais de três milhões de cópias e se tornou um dos mais bem sucedidos álbuns dos anos 1960. O álbum vendeu mais de 500,000 cópias no ano de lançamento e foi certificado como disco de ouro em vendas pela RIAA em 4 de Dezembro de 1969. Em 1986, tinha vendido mais de 1 milhão de cópias e tinha sido certificado como disco de platina em vendas pela RIAA em 26 de Novembro do mesmo ano. Stand! é considerado um dos pontos altos da carreira artística da banda e inclui vária canções memoráveis, entre elas hit singles como "Sing a Simple Song", "I Want to Take You Higher", "Stand!", e "Everyday People". Em 2003, foi eleito o número 118 na lista dos 500 melhores álbuns de todos os tempos da revista Rolling Stone.
Este álbum foi publicado no Reino Unido apenas em 2007 no formato de CD com faixas bônus.

## Lista de faixas
Todas as faixas compostas, produzidas e arranjadas por Sly Stone para Stone Flower Productions.

### Side one
1. "Stand!" – 3:08
2. "Don't Call Me Nigger, Whitey" – 5:58
3. "I Want to Take You Higher" – 5:22
4. "Somebody's Watching You" – 3:20
5. "Sing a Simple Song" – 3:56

### Side two
1. "Everyday People" – 2:21
2. "Sex Machine" – 13:45
3. "You Can Make It If You Try" – 3:37

## Histórico nas paradas

### Álbum
| Nome                        | Parada (1969–1970)         | Melhor posição |
| --------------------------- | -------------------------- | -------------- |
| Stand!                      | U.S. Billboard Pop Albums  | 13             |
| Stand!                      | U.S. Top R&B Albums        | 3              |
| "Everyday People"           | U.S. Billboard Pop Singles | 1              |
| "Everyday People"           | U.S. Billboard R&B Singles | 1              |
| "Sing a Simple Song"        | U.S. Billboard Pop Singles | 89             |
| "Sing a Simple Song"        | U.S. Billboard R&B Singles | 28             |
| "Stand!"                    | U.S. Billboard Pop Singles | 22             |
| "Stand!"                    | U.S. Billboard R&B Singles | 14             |
| "I Want to Take You Higher" | U.S. Billboard Pop Singles | 38             |
| "I Want to Take You Higher" | U.S. Billboard R&B Singles | 24             |